# 群織雀
群織雀（學名：Philetairus socius），又名群居織巢鳥或社會織巢鳥，是雀形目織布鳥科的一種鳥類，也是群織雀屬（Philetairus）的唯一物種，分布於漠南非洲的喀拉哈里沙漠與周邊地區。群織雀的名稱來自其大規模群居的習性，其單一鳥群裡的個體總數可達 300至 500 隻。和其他織布鳥不同的是，群織雀會搭造巨大的鳥巢以容納鳥群裡所有鳥隻，由於鳥巢在結構上屬於由許多小隔間構成的複合巢，類似於人類的集合住宅，因此亦俗稱廈鳥或擬廈鳥。

## 辨識特徵

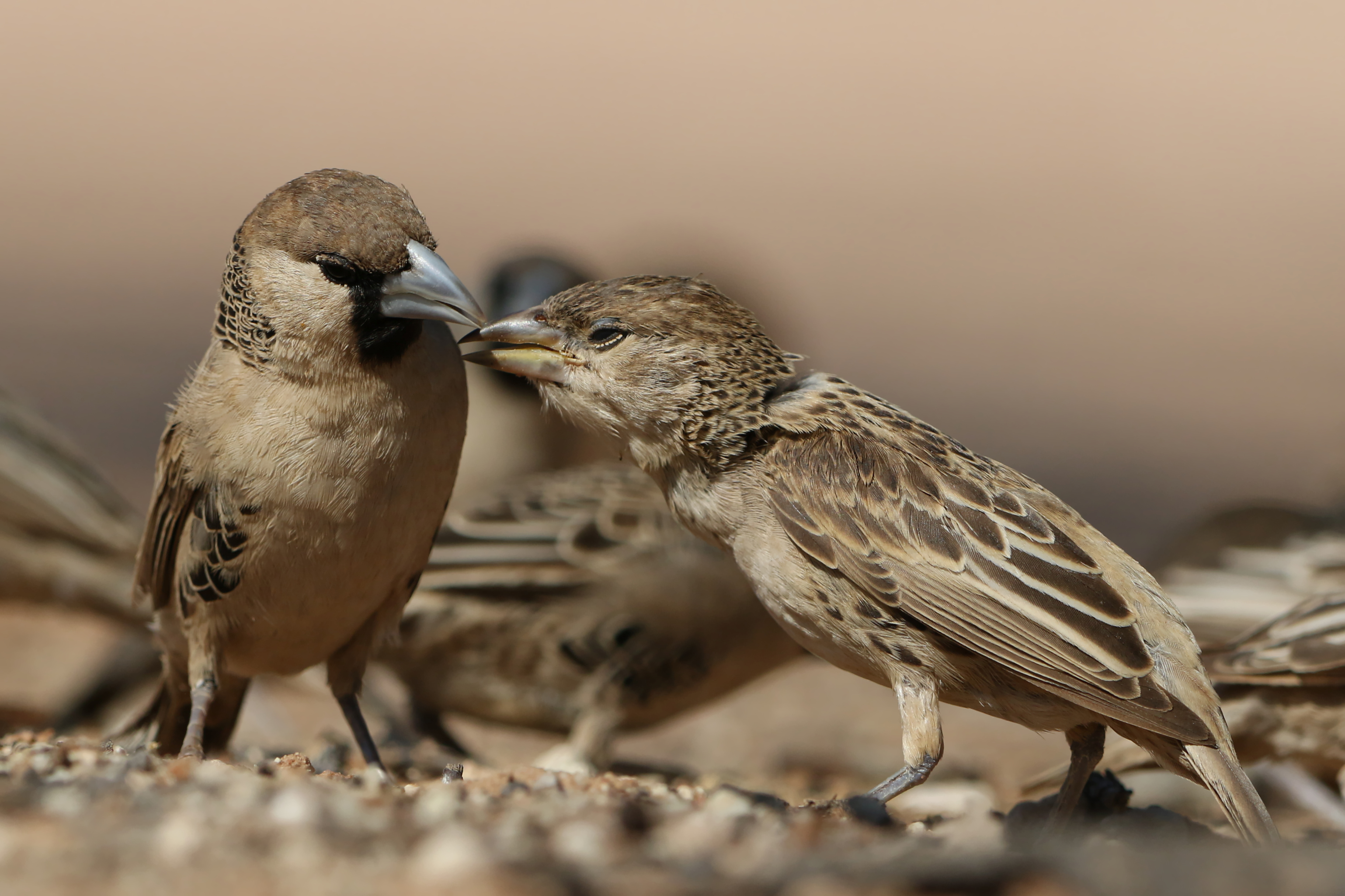
群織雀的成鳥（左）與幼鳥（右），攝於卡格拉格帝跨境公園

全長 14 公分，體重 24 至 32 公克。全身大致呈棕灰色調，和大部分織布鳥相比羽色較淺也較不鮮艷，由於雄鳥和雌鳥的外觀相同，因此通常無法以肉眼辨識性別。頭頂至背部及尾羽的羽色較深，但頭頂色調較接近栗色。喙部呈淺灰色或粉色，眼先至喉部黑色，腹側的脅部也有小範圍羽毛呈黑色。從頸背至尾部的羽毛都具有邊界明顯的米色羽緣，呈鱗片狀外觀。幼鳥的外觀和成鳥相近，但喙較為短鈍，也不像成鳥有黑色斑塊。
|      |      | 體重（公克） | 長度（毫米） | 長度（毫米） | 長度（毫米） | 長度（毫米） | 長度（毫米） |
| 嘴長 | 翼長 | 體重（公克） | 跗蹠長       | 後爪長       | 尾長         |              |              |
| 雄   | 最大 | 31.9         | 16.3         | 77.8         | 18.7         | 7.6          | 45.5         |
| 雄   | 最小 | 23.8         | 13.5         | 68.1         | 15.8         | 5.4          | 36.7         |
| 雄   | 平均 | 27.5         | 14.9         | 71.7         | 17.1         | 6.4          | 41.0         |
| 雌   | 最大 | 32.0         | 16.1         | 74.1         | 18.5         | 6.9          | 45.1         |
| 雌   | 最小 | 24.0         | 13.7         | 68.1         | 15.6         | 5.7          | 37.6         |
| 雌   | 平均 | 27.3         | 14.9         | 70.7         | 17.0         | 6.3          | 40.8         |

### 叫聲
群織雀通常只有雄鳥會主動鳴叫，其叫聲短促而尖銳，多為音色單調的「嘰—嘰—」聲。在美國鳥類學家 Elsie C. Collias 與 Nicholas E. Collias 的記載中提到，群織雀的鳴叫通常會先出現兩次間隔，每次鳴叫之間的間隔長度通常介於 0.035 到 0.08 秒之間，隨後緊接一連串多變而緊促，且音調愈來愈高的鳴叫聲，在持續一段時間後戛然而止。該筆紀錄中也指出，群織雀的叫聲頻率約在 1.0 至 5.7 千赫之間，單次鳴叫的時長約 0.025 至 0.08 秒。

## 分布地區
群織雀是非洲南部的特有鳥類，分布於納米比亞、波札那西南部與南非西北部，範圍面積約 1,080,000 公里，大致涵蓋喀拉哈里沙漠及附近的乾燥地區，是當地常見的留鳥。但國際鳥盟和英國杜倫大學共同進行的研究顯示，在氣候變遷的影響下，群織雀的分布地域將會愈來愈往南遷——至2080年代時，南非將取代納米比亞成為群織雀的主要分布國家，其分布範圍可到達南非西南部的斯瓦特山脈，同時在波札那境內則完全絕跡。
早期學界將群織雀分成三個亞種，分別為納米比亞北部埃托沙國家公園一帶的 geminus 亞種、南部卡拉斯區的 xericus 亞種，以及分布最廣的指名亞種。然而到了2010年代，這三個亞種通常都被認為和指名亞種是同一亞種，即群織雀是單型種，沒有亞種之分。

## 棲地環境
群織雀主要生活在乾燥氣候下，年雨量介於 80 至 600 毫米之間的地區。棲息於開放的乾旱或半乾旱環境，包含灌木叢、稀樹草原或裸露的地面，有時亦見於鹽沼附近或納米比沙漠的邊陲地帶。群織雀常以乾硬的草作為築巢材料，主要來自三芒草屬、針禾屬與針鼠茅屬植物，亦會採集蘇木亞科等木本植物的枝條搭建，因此有這些植物生長的地區通常也能見到牠們。

## 生活習性

### 繁殖
有別於北方溫帶地區的雀鳥，達期歲時就已開始繁殖，群織雀的繁殖行為常要到兩歲後才會表現出來。此外和典型留鳥不同的是，群織雀沒有統一或固定的繁殖季，而是因地域與該年氣候而異，最長可達九個月，而在遇到整年降雨量都很稀少的年份時，該年甚至可能不繁殖。納米比亞南部至南非北部一帶的南方族群全年皆可繁殖，但最常於降雨豐沛時進行；相較之下，納米比亞北部的北方族群的繁殖季則較為集中，大致介於八月至十二月間。。